# 春日移民村
春日移民村，簡稱春日村，為臺灣日治時期的日本移民村。位於臺南州虎尾郡虎尾街的新虎尾溪南岸，設有松園、竹園、梅園聚落。與其東側的榮移民村相同，為利用新虎尾溪的河川浮覆地所闢建的村落。

## 介紹
春日村的建設始於昭和13年(1938年)，由東往西分別為松園、竹園、梅園等三個聚落，共56戶245人。主要機構設施如移民指導所、春日國民學校（今光復國小）等，設於竹園。
- 松園：23戶，位於虎尾街北溪厝（原址在今高鐵雲林站特定區松園路附近，戰後進行土地重劃後已無聚落存在）[2]。
- 竹園：8戶，位於虎尾街大屯子（今虎尾鎮光復國小旁）[3]。
- 梅園：25戶，位於虎尾街大屯子（今墾地里光復庄）。